# Chaetocercus
Chaetocercus G.R.Gray, 1855 è un genere di uccelli della famiglia Trochilidae.

## Tassonomia
Comprende le seguenti specie:
- Chaetocercus mulsant (Bourcier, 1843) - silvistella panciabianca
- Chaetocercus bombus Gould, 1871 - silvistella minore
- Chaetocercus heliodor (Bourcier, 1840) - silvistella dalla gorgiera
- Chaetocercus astreans (Bangs, 1899) - silvistella di Santa Marta
- Chaetocercus berlepschi Simon, 1889 - silvistella di Esmeraldas
- Chaetocercus jourdanii (Bourcier, 1839) - silvistella codarossiccia